# Lazany
Lazany (in tedesco Lassen, in ungherese Bajmóclazán) è un comune della Slovacchia facente parte del distretto di Prievidza, nella regione di Trenčín.
Fu menzionato per la prima volta in un documento storico nel 1430 quale feudo della Signoria di Bojnice. Successivamente passò ai Noffry, preposti di Bojnice.